# Le luci nelle case degli altri
Le luci nelle case degli altri è un romanzo scritto da Chiara Gamberale. Il libro è stato pubblicato nell'ottobre 2010 per la casa editrice italiana Arnoldo Mondadori Editore.

## Trama
Dicembre 1999. Una mattina la signorina Tina Polidoro, solitaria ed abitudinaria sessantanovenne, riceve una telefonata dalla polizia, che la informa della morte improvvisa della giovane Maria, amministratrice condominiale del palazzo romano in cui Tina risiede.
In men che non si dica gli abitanti di via Grotta Perfetta 315 convocano una riunione straordinaria per decidere la linea operativa dei funerali di Maria, orfana e senza nessuno a cui affidare la figlia di sei anni, Mandorla. Ognuno dei condòmini ha avuto uno stretto legame con Maria, una ragazza avventuriera e desiderosa di vivere e alla fine si decide per un rito civile.
Durante la cerimonia, tuttavia, la piccola Mandorla consegna alla signorina Polidoro una lettera scritta da sua madre il giorno della sua nascita, il 25 ottobre 1993. Qui la giovane donna, oltre ad augurare il meglio alla sua bambina, rivela che suo padre è proprio uno degli abitanti di via Grotta Perfetta 315.
Durante la riunione condominiale successiva, Tina legge la lettera di Maria agli inquilini, che quindi devono trovare una soluzione per l'affidamento di Mandorla. Inizialmente si decide di richiedere il test di paternità, ma l'idea viene scartata per via delle conseguenze dell'esame, che potrebbe distruggere una delle famiglie. I condòmini quindi decidono di far richiedere ufficialmente la tutela legale a Tina, per poi crescere la bambina tutti insieme, facendola vivere a rotazione in ognuno dei cinque appartamenti dello stabile.
La piccola Mandorla quindi comincia ad affezionarsi alle sue cinque famiglie: la signorina Polidoro, la cui solitudine la spinge ad immaginare incontri notturni con amici inesistenti; i giovani genitori Caterina e Samuele Grò, il cui rapporto viene messo in crisi dalla relazione extraconiugale di lui; la coppia omosessuale di Michelangelo e Paolo, vittima di problemi per via del legame fra Michelangelo e la defunta Maria; i conviventi Lidia Frezzani e Lorenzo Ferri, per cui i litigi sono all'ordine del giorno e che servono solo a rafforzare il rapporto; e infine i Barilla, prototipo della famiglia classica, serena e stabile.
Il carattere di Mandorla e la sua storia personale, tuttavia, le impediscono di socializzare con i compagni di scuola, portandola ad isolarsi nonostante l'appoggio del coetaneo Matteo Barilla. Perdipiù Mandorla vive ossessionata dalla paura di imbattersi in Porcomondo, un tossicodipendente che anni prima aveva terrorizzato il quartiere.
Arrivata al liceo, Mandorla dovrà fronteggiare la gelosia per la relazione fra la sua compagna di banco Eva Brandi e Matteo, di cui si è innamorata all'improvviso. Inoltre verrà sedotta da Palomo Carnevale, inviso ai coetanei e perciò simile a lei.
La storia della vita di Mandorla e la sua ricerca del padre vengono inframezzati dai pensieri della Mandorla diciottenne, incastrata e arrestata per complicità in un reato non meglio chiarito, che verrà svelato solo alla fine.

## Edizioni
- Chiara Gamberale, [http://www.librimondadori.it/web/mondadori/scheda-libro?isbn=978880459544 Le luci nelle case degli altri], Arnoldo Mondadori Editore, 2010,  p. 392, ISBN 978-88-04-59544-1.
- קיארה גמברלה, האורות בבתים של אחרים (Ha-orot ba-batim shel akherim), ebraico, Keter Publishing House (כתר ספרים), 2012,  p. 328.